# Sonic the Hedgehog 4: Episode I
Sonic the Hedgehog 4: Episode I (яп. ソニック・ザ・ヘッジホッグ4 エピソードI Соникку дза Хэдзихоггу Фо: Эписо:до Ван, рус. Ёж Соник 4: Эпизод 1, также просто Sonic 4: Episode I) — первый из эпизодов видеоигры Sonic the Hedgehog 4, вышедший осенью 2010 года для приставок Xbox 360, PlayStation 3, Wii и iOS-устройств, а позже на Windows Phone 7, PC и Android. Разработкой эпизода совместно занимались студии Dimps и Sonic Team.
Действие игры происходит в мире Соника. По сюжету доктор Эггман снова предпринял план остановить ежа, построив большое количество роботов. Таким образом злой учёный хочет отомстить Сонику за разрушение базы «Яйцо Смерти». Сам игровой процесс Sonic the Hedgehog 4: Episode I напоминает на старые игры, выходившие на Mega Drive/Genesis. В этом эпизоде только один игровой персонаж — сам ёж Соник.
Анонс проекта под кодовым названием Project Needlemouse состоялся в 2009 году. Такаси Иидзука и Дзюн Сэноуэ, работавшие над Sonic the Hedgehog 3, выступили в роли продюсера и ведущего композитора соответственно. После выхода Sonic the Hedgehog 4: Episode I получил в основном положительные отзывы и ему сопутствовал коммерческий успех. Критики хвалили проект за скорость прохождения уровней и игровой процесс, но в качестве недостатков был приведён дизайн уровней, заимствованный из старых игр серии. В 2012 году состоялся выход Sonic the Hedgehog 4: Episode II.

## Игровой процесс

Соник на уровне «Splash Hill». Уровни похожи на те, что были в старых играх серии, выходивших на Mega Drive/Genesis. Именно это стало одним из объектов критики со стороны журналистов

Sonic the Hedgehog 4: Episode I является двухмерным платформером. Действие игры происходит после событий Sonic the Hedgehog CD, а до этого, в Sonic 3 & Knuckles главный герой ёж Соник побеждает своего врага доктора Роботника (Эггмана), после чего его база «Яйцо Смерти» (англ. Death Egg) разрушается, а остров Ангелов воспаряет в воздух. Злой учёный хочет отомстить, и начинает постройку новой базы для производства роботов. Игровой процесс выполнен в стиле первых игр серии, выходивших для приставки Mega Drive/Genesis. Сонику нужно пройти пять уровней («Splash Hill», «Casino Street», «Lost Labyrinth», «Mad Gear» и «E.G.G. Station»), разделённых на три акта и финальный уровень с боссом. По пути игрок уничтожает врагов-роботов, называемых бадниками (англ. Badnik), и собирает кольца для получения дополнительных жизней или доступа на специальный этап. Однако есть и нововведения — это панели, ускоряющие персонажа, и приём homing attack (самонаводящаяся атака на врага). Прохождение каждого акта ограничено десятью минутами; в зависимости от затраченного на прохождение времени в конце акта игроку присуждаются бонусные очки. В случае смерти Соника прохождение игры начинается заново, либо с контрольной точки. Дойдя до конца первых двух актов зоны, игрок должен отметить их завершение, коснувшись таблички с изображением доктора Эггмана; в конце третьего акта игрока ждёт сражение с боссом — самим Эггманом, управляющим разнообразными боевыми машинами. В игре действует система трофеев и достижений.
Когда Соник заканчивает первый, второй или третий акт зоны минимум с 50 кольцами и попадает в большое кольцо, которое обычно висит в воздухе над финишной чертой, он переходит в один из семи специальных уровней — «Special Stage». Такие уровни представляют собой вращающиеся лабиринты. В каждом таком лабиринте есть Изумруд Хаоса, а задача Соника — добраться до него за определённое время, не коснувшись красных блоков с изображением восклицательного знака. Подобные бонусные уровни были представлены в первой игре про ежа, однако в четвёртой части появился таймер, по истечении которого игрок автоматически проигрывал, а также возможность вращать уровень самому. К тому же, по уровням, помимо дополнительных колец, разбросаны бонусы, которые добавляют время.
Собрав все семь Изумрудов Хаоса, игрок может во время прохождения уровня по собственному желанию превратиться в Супер Соника. В отличие от предыдущих игр классической серии, у игрока есть возможность выбора уровня. Однако больше нет водного, электрического и огненного щита, как это было в Sonic 3 & Knuckles. В зависимости от количества собранных Изумрудов и колец в финальной заставке будет показана одна из четырёх концовок. Кроме этого, в игре доступен режим «Time Attack», в котором предлагается прохождение уровней за минимальное время.

## Разработка и выход игры
| Системные требования    | Системные требования                                        | Системные требования                                                |
| ----------------------- | ----------------------------------------------------------- | ------------------------------------------------------------------- |
|                         | Минимальные                                                 | Рекомендуемые                                                       |
| Windows                 |                                                             |                                                                     |
| ОС                      | Windows XP/Vista/7                                          | Windows XP/Vista/7                                                  |
| ЦПУ                     | Pentium 4 (3.2 ГГц), Athlon 64 3000+, аналогичный или лучше | Intel Core 2 Duo 2.4 ГГц, Athlon 64 X2 4200+, аналогичный или лучше |
| Объём ОЗУ               | 1 ГБ для Windows XP/7, 2 ГБ для Windows Vista               | 2 ГБ                                                                |
| Место на диске          | 500 МБ                                                      | 500 МБ                                                              |
| Информационный носитель | цифровая дистрибуция (Steam)                                | цифровая дистрибуция (Steam)                                        |
| Видеокарта              | NVIDIA GeForce 7600 или ATI Radeon HD 3650                  | NVIDIA GeForce 8800 или ATI Radeon HD 3850                          |
| Звуковая плата          | аудиокарта, совместимая с DirectX                           | аудиокарта, совместимая с DirectX                                   |

Разработка игры под кодовым названием Project Needlemouse началась в январе 2009 года. Ранее студии Sonic Team и Dimps совместно создали трилогию Sonic Advance и дилогию Sonic Rush. Руководителем проекта стал дизайнер Тосиюки Нагахара, продюсером — глава Sonic Team Такаси Иидзука, а композитор Дзюн Сэноуэ написал ряд мелодий для данного эпизода. На сайте GameSpot 9 сентября 2009 года представитель компании Sega Кен Баллоу сообщил, что «Mr. Needlemouse» — это первоначальное имя ежа Соника, когда он создавался Наото Осимой ещё в начале 1990-х.
При создании игры разработчики хотели вернуться к игровому процессу первых частей франшизы, но было принято решение использовать поддержку широкоформатного разрешения, в частности поддерживается разрешение 1080p в версиях для PlayStation 3, Xbox 360 и ПК, и 480p на Wii. Сюжет четвёртой части приключений Соника происходят после событий Sonic & Knuckles, и предлагалось разбить его на пять эпизодов. В 2010 году разработчиками проводился конкурс, в котором был опубликован список персонажей, которые могут быть игровыми, но в конце концов Sega приняла решение оставить только одного Соника. После проведения мероприятия Sonic Team представила концепт-арты будущего проекта.

Обложка альбома Sonic the Hedgehog 4 Episode I Original Soundtrack

Анонс официального названия игры — Sonic the Hedgehog 4: Episode I — состоялся 4 февраля 2010 года. После анонса появились слухи, что она будет доступна для владельцев консоли Xbox 360 и распространяться через PartnerNet. 3 апреля сайт PartnerNet был закрыт из-за утечек информации.

Ранняя версия уровня «Lost Labyrinth», где игроку нужно было управлять вагонеткой. Этот прототип, попавший в сеть, был негативно оценён критиками

Первоначально разработчики хотели выпустить игру в июне 2010 года, однако весной создатели заявили о переносе даты выхода на осень, чтобы окончательно доработать уровни. За несколько месяцев до релиза в интернет «утекла» бета-версия для Xbox 360, вызвавшая большой шквал критики фанатов в адрес разработчиков.
Sonic the Hedgehog 4: Episode I вышла во всём мире осенью 2010 года. По многочисленным просьбам игроков Кен Балоу на официальном форуме заявил о рассмотрении вопроса о портировании Sonic the Hedgehog 4 на ПК. Однако позже в сеть попали данные, что Sonic the Hedgehog 4 всё-таки может выйти на ПК. 15 июня 2011 года первый эпизод Sonic the Hedgehog 4 вышел на Windows Phone 7. 21 декабря 2011 года вышел HD-порт игры на iPad. 19 января 2012 года Sonic the Hedgehog 4: Episode I появился на сервисе Steam, а 25 января на Android Market. Управление игрой на консолях осуществляется геймпадом, на компьютере — клавиатурой или геймпадом, на смартфонах и планшетах — виртуальными кнопками, которые появляются на экране устройства.

### Музыка
Саундтрек к Sonic the Hedgehog 4: Episode I был написан композитором Дзюном Сэноуэ, работавшим над музыкой серии начиная с Sonic the Hedgehog 3. Оригинальный альбом игры, состоящий из 23 композиций, был выпущен 4 июля 2012 года в iTunes Store под названием Sonic the Hedgehog 4: Episode I Original Soundtrack (яп. ソニック・ザ・ヘッジホッグ4 エピソードI オリジナルサウンドトラック Соникку дза Хэдзихоггу Фо: Эписо:до Ван Оридзинару Саундоторакку). 1 августа 2012 года на территории Японии лейблом Wave Master был выпущен саундтрек Sonic the Hedgehog 4 Episode I & II Original Soundtrack (яп. ソニック・ザ・ヘッジホッグ 4 エピソード I&II オリジナルサウンドトラック Соникку дза Хэдзихоггу Фо: Эписо:до Ван то Цу Оридзинару Саундоторакку) с музыкой первого и второго эпизодов.
| №                   | Название                                 | Длительность |
| ------------------- | ---------------------------------------- | ------------ |
| 1.                  | «Title Screen»                           | 0:17         |
| 2.                  | «Splash Hill Zone Act 1»                 | 1:57         |
| 3.                  | «Splash Hill Zone Act 2»                 | 2:18         |
| 4.                  | «Splash Hill Zone Act 3»                 | 1:54         |
| 5.                  | «Boss: Dr. Eggman»                       | 1:51         |
| 6.                  | «Casino Street Zone Act 1»               | 2:47         |
| 7.                  | «Casino Street Zone Act 2»               | 2:44         |
| 8.                  | «Casino Street Zone Act 2 (Mobile ver.)» | 1:19         |
| 9.                  | «Casino Street Zone Act 3»               | 2:24         |
| 10.                 | «Lost Labyrinth Zone Act 1»              | 2:38         |
| 11.                 | «Lost Labyrinth Zone Act 2»              | 2:46         |
| 12.                 | «Lost Labyrinth Zone Act 3»              | 2:12         |
| 13.                 | «Mad Gear Zone Act 1»                    | 2:08         |
| 14.                 | «Mad Gear Zone Act 2»                    | 2:07         |
| 15.                 | «Mad Gear Zone Act 3»                    | 2:00         |
| 16.                 | «Cut Scene: To the Station in the Sky»   | 0:23         |
| 17.                 | «E.G.G. Station Zone»                    | 2:14         |
| 18.                 | «All Clear»                              | 0:20         |
| 19.                 | «End Roll Medley»                        | 3:05         |
| 20.                 | «Special Stage»                          | 2:13         |
| 21.                 | «Menu»                                   | 1:33         |
| 22.                 | «Invincible»                             | 1:06         |
| 23.                 | «Super Sonic»                            | 0:43         |
| Общая длительность: | Общая длительность:                      | 42:59        |

## Оценки и мнения
| Сводный рейтинг       | Сводный рейтинг                                      |
| Агрегатор             | Оценка                                               |
| --------------------- | ---------------------------------------------------- |
| GameRankings          | 75,42 % (Wii) 73,23 % (PS3) 74,85 % (X360)           |
| Metacritic            | 81/100 (Wii) 74/100 (PS3) 72/100 (X360) 70/100 (iOS) |
| MobyRank              | 77/100 (Wii) 75/100 (PS3) 75/100 (X360)              |
| Иноязычные издания    |                                                      |
| Издание               | Оценка                                               |
| 1UP.com               | B                                                    |
| AllGame               | [ 10 ]                                               |
| Edge                  | 6/10                                                 |
| Eurogamer             | 9/10                                                 |
| G4                    | 3/5                                                  |
| Game Informer         | 8/10                                                 |
| GamePro               | [ 46 ]                                               |
| GameRevolution        | B-                                                   |
| GameSpot              | 6,5/10                                               |
| GamesRadar+           | 9/10                                                 |
| GameTrailers          | 7,5/10                                               |
| GameZone              | 4,5/10 (консоли) 8/10 (iOS)                          |
| IGN                   | 8/10 (консоли) 7,5/10 (iOS)                          |
| Nintendo World Report | 8/10                                                 |
| ONM                   | 88 %                                                 |
| OXM                   | 8/10                                                 |
| TeamXbox              | 8/10                                                 |
| VideoGamer            | 7/10                                                 |
| Destructoid           | 8/10                                                 |
| Digital Spy           | [ 59 ]                                               |
| Wired                 | 4/10                                                 |
| Русскоязычные издания |                                                      |
| Издание               | Оценка                                               |
| Absolute Games        | 40 %                                                 |
| «Игромания»           | 6/10                                                 |
| «Страна игр»          | 7,5/10                                               |

Sonic the Hedgehog 4: Episode I получила в основном положительные отзывы. Средняя оценка, полученная от сайта Metacritic, составляет 81 балл из 100 возможных для Wii, 74 и 72 балла для PlayStation 3 и Xbox 360 соответственно. Сходная статистика опубликована и на сайте GameRankings — 75,42 % для Wii, 74,85 % для Xbox 360 и 73,23 % для PS3. Журнал Nintendo Power назвал её лучшей игрой сервиса WiiWare за 2010 год, а сайт GameZone в июле следующего года поместил Sonic the Hedgehog 4: Episode I на десятое место среди лучших игр серии Sonic the Hedgehog. Представитель IGN дал консольной версии награду «Выбор Редакции» (англ. Editor’s Choice). Однако для некоторых сайтов и журналов, разочаровавшиеся качеством Sonic the Hedgehog 4, её выход был назван последним гвоздём в гроб франшизы. Но тем не менее эпизод стал коммерчески успешным. Согласно информации, предоставленная генеральным директором Sega West Майком Хейсом, на август 2011 года было продано более миллиона копий игры. Летом 2018 года, благодаря уязвимости в защите Steam Web API, стало известно, что точное количество пользователей сервиса Steam, которые играли в игру хотя бы один раз, составляет 144 813 человек.
Положительных отзывов удостоился в основном игровой процесс и дизайн уровней. Эпизод поможет игроку на несколько минут вернуться в детство, а нововведение homing attack не портит геймплей и служит полезным дополнением для быстрого прохождения, но придраться к нему смогут лишь преданные фанаты синего ёжика. Некоторые обозреватели отмечали проблемы с управлением. Хиллари Голдштейн хотела также видеть в эпизоде многопользовательскую игру. Обозревателя из GamesRadar поразила смена времени суток на уровнях, однако ему не понравилась плавающая физика уровней. Представитель сайта 1UP.com похвалил разработчиков за сохранение большой скорости игры, но, по его словам, дизайнеры испортили боссов и сделали легкопроходимыми ряд головоломок. Сергей Цилюрик назвал уровни большими и на некоторых участках весьма бодрыми, однако отсутствует какой-либо логический переход между ними. В обзоре Кэролин Пэтит игровой процесс получил сдержанный отзыв. С одной стороны она похвалила Episode I за яркость красок и старые звуки, звучавшие ещё на консолях от Sega, но с другой ругала проект за плохой дизайн уровней и скучных боссов. На страницах «Игромании» Илья Янович писал: в Sonic the Hedgehog 4 авторы не просто скопировали механику самой первой части, но и скопировали игру целиком, лишь переставив некоторые элементы. Он также раскритиковал решение издателя выпустить новую игру по эпизодам, назвав первую часть неполноценной игрой, её «маленьким куском». Критик посоветовал фанатам лучше переиграть в старые части серии, выходившие на Mega Drive/Genesis.
Большинство обозревателей раскритиковали музыкальное сопровождение и звуковые эффекты. Так журналиста из GameZone, комментируя работу Дзюна Сэноуэ, натолкнула на мысль, что Sega не имеет ни малейшего понятия о том, как вернуть былую славу Сонику. Хиллари Голдштейн назвала музыку не подходящей для эпизода, но всё-таки она «цепляет». Это утверждение оспорил представитель из Nintendo World Report, уточнив при этом, что мелодии в действительности не ничем не примечательны и игрок быстро о них забудет. Положительный отзыв оставил Лиам Мартин, назвав работу композитора «отличной», а звуковые эффекты погрузят игрока в атмосферу уровней.
Единогласны критики были по вопросу цены консольной версии, которую установила Sega за Episode I. Пятнадцать долларов за небольшую игру с четырьмя уровнями обозреватели посчитали завышенной, но её продажу в игровых сервисах они посчитали правильной. По мнению редактора из IGN, подходящей ценой для Sonic the Hedgehog 4 являлись бы десять долларов, и она, согласно предположению Джима Стерлинга, помогла бы привлечь ещё больше покупателей. Однако фанаты всё равно приобретут эпизод, даже если они будут проходить его один раз, и то из-за Супер Соника. Такой подход будет неприемлем в том случае, если Sonic Team выпустит продолжение с небольшим количеством уровней и высокой ценой.
Примечательно, но часть обозревателей назвали Sonic the Hedgehog 4: Episode I не полноценной игрой, а ремейком первых частей серии (в обзоре от GamesRadar даже сравнили эпизод с Sonic Advance для Game Boy Advance), и провели между ними параллели. Это спор разделил критиков на два враждующих лагеря. Например представитель сайта IGN в конце обзора отметил следующее: «Sonic the Hedgehog 4 не предлагает ничего нового. Вместо этого он делает шаг назад, к временам, когда Соник был удивительным». Похожее мнение оставил коллега Леви Бьюкенен. Он поддержал решение Sega создать проект, который вернёт к истокам серию, к былой славе. Сотрудник из GameTrailers называл выход игры стоящим изобретением для фанатов синего ежа. Сергей Цилюрик из журнала «Страна игр» сделал предположение: минимализм разработчиков заключался в боязни сотрудников придумать что-то новое, и поэтому «прочь пошли и Наклз, и даже Тейлз, осталось лишь противостояние Соника и Роботника — совершенно вне контекста предыдущих частей». Поэтому он надеется, что во втором эпизоде авторы дадут чуть больше вольности, и добавят «чуток индивидуальности».

### Влияние
Благодаря хорошим отзывам и продажам, Dimps и Sonic Team в 2012 году выпустили продолжение Sonic the Hedgehog 4: Episode II. По сюжету второй эпизод развивает события игры Sonic the Hedgehog CD: Эггман вновь приблизил Маленькую планету (англ. Little Planet) к миру Соника, где строит свою базу. Чтобы противостоять Эггману и заново восстановленному Метал Сонику, синий ёж призывает на помощь своего друга лисёнка Тейлза. Вместе с ним он намеревается разрушить планы злодеев. Кроме того, игрокам, имеющим первый и второй эпизоды на одной платформе, доступен Episode Metal, включающий в себя Метал Соника в качестве главного игрового персонажа и четыре переделанных акта, основанных на зонах из Episode I.
Второй эпизод после выхода получил в основном средние оценки от критиков. Во основном их не устроил режим однопользовательской игры, где Сонику нужно контактировать с лисёнком Тейлзом, что, по мнению изданий, замедляет прохождение. Сдержанные отзывы заставили Sonic Team прервать выпуск следующей части Sonic the Hedgehog 4. Представитель Sega ранее сообщал, что, если Episode II будет хорошим, то будет выпущен Episode III, затем Episode IV и так далее до тех пор, пока компания не будет готова к созданию Sonic 5, однако представитель предположил, что эта точка будет пройдена не ранее, чем после выхода Sonic 4: Episode IV.